# 正五角丸塔
正五角丸塔（せいごかくまるとう、pentagonal rotunda）とは、6番目のジョンソンの立体である。この立体は、二十・十二面体を、赤道の正十角形で半分に切った形をしている。

## 性質
- 表面積: 一辺を{\displaystyle a}とすると{\displaystyle S={{5{\sqrt {3}}+{\sqrt {650+290{\sqrt {5}}}}} \over {2}}a^{2}}
- 体積: 一辺を{\displaystyle a}とすると {\displaystyle V={{45+17{\sqrt {5}}} \over {12}}a^{3}}

## 関連図形
| 正五角丸塔柱 （底面に正十角柱を追加）                     | 正五角丸塔反柱 （底面に正反十角柱を追加）                | 同相五角台塔丸塔 （底面に正五角台塔を、正五角形が同相になるように追加） | 異相五角台塔丸塔 （底面に正五角台塔を、正五角形が36°ずれるように追加） |
| 同相双五角丸塔 （底面同士で同相になるように貼り合わせる） | 二十・十二面体 （底面同士で36°ずれるように貼り合わせる） |                                                                         |                                                                        |